# Linia kolejowa Zeitz – Camburg
Linia kolejowa Zeitz – Camburg – dawna lokalna linia kolejowa w kraju związkowym Saksonia-Anhalt i Turyngia, w Niemczech. Biegła z Zeitz przez Meuselwitz do Camburga.